# Becca Tobin
Rebecca Melise Tobin, detta Becca (Marietta, 18 gennaio 1986) è un'attrice, cantante e ballerina statunitense.
Deve la sua notorietà soprattutto all'interpretazione di Kitty Wilde nella quarta stagione della serie televisiva Glee.

## Biografia
Becca è cresciuta a Marietta, in Georgia ed è la più giovane di due sorelle. Becca ha frequentato la Pebblebrook High School di Mableton. Era una cheerleader ed è così che ha iniziato a ballare.
Suo padre è ebreo. Ha cambiato scuola a metà dell'ultimo anno, trasferendosi da una scuola di arti teatrali, e ha cominciato a essere vittima di bullismo da parte delle ragazze che la chiamavano freak e nerd. A causa del bullismo, ha cominciato a saltare eventi scolastici, e non ha partecipato al diploma. Si è diplomata successivamente presso la Wheeler High School nel 2004. È un ex-alunna di The Musical and Dramatic Academy (AMDA), un college di arti dello spettacolo.
È una convinta sostenitrice dell'anti-bullismo ed è la portavoce di Bullyville.
Il 10 luglio 2014 il suo ragazzo Matt Bendik è stato trovato morto nella stanza di un albergo; le cause della morte non sono state divulgate. Nel giugno 2016 si è fidanzata con Zach Martin; nel dicembre successivo i due si sono sposati.

## Carriera
Si è trasferita a New York quando aveva diciotto anni per lavorare. Ha lavorato a Broadway come sostituta nel musical Rock of Ages e ha fatto teatro regionale, e appare nel complesso di West Side Story. Nel 2011, ha fatto un tour con i Trans-Siberian Orchestra.
Glee è il suo primo progetto televisivo, a cui ha partecipato anche per la realizzazione della colonna sonora.
Nel 2013 ha ricevuto una candidatura ai Teen Choice Awards 2013 nella categoria Choice TV Villain.

## Filmografia

### Televisione
- Glee – serie TV, 42 episodi (2012–2015)
- Drop Dead Diva – serie TV, episodio 6x11 (2014)
- Mystery Girls – serie TV, episodio 1x07 (2014)
- NCIS: Los Angeles – serie TV, episodio 6x19 (2015)
- Tutto per una canzone (A Song for Christmas) – film TV, regia di R.C. Newey (2017)
- Il ritmo dell'amore (Love at First Dance) – film TV, regia di Mark Jean (2018)
- La sorella della sposa (Sister of the Bride) - film TV, regia di Sam Irvin e Fred Olen Ray (2019)
- Lo straordinario mondo di Zoey (Zoey's Extraordinary Playlist) – serie TV, episodio 2x11 (2021)
- Turner e il casinaro - La serie - serie TV, 9 episodi (2021)

Podcast
- LadyGang - podcast (2018-in corso)

## Teatro
- Cats (2005)
- West Side Story (2006-2007)
- High School Musical (2008)
- Oklahoma! (2008-2009)
- Rock of Ages (2009-2011)

## Doppiatrici italiane
Nelle versioni in italiano dei suoi film, Becca Tobin è stata doppiata da:
- Francesca Manicone in Glee, Turner e il casinaro - La serie
- Giulia Franceschetti in NCIS: Los Angeles
- Eleonora Reti in La sorella della sposa
- Lidia Perrone in Il ritmo dell'amore

## Riconoscimenti
- Teen Choice Awards 2013 – Candidatura come "Choice TV Villain" per Glee